# ضفدع حرجي
ضفدع حرجي (الاسم العلمي:Rana sylvatica) هو نوع من البرمائيات يتبع جنس الضفدع الحقيقي من فصيلة الضفادع الحقيقية.